# Kilogramkracht
Kilogramkracht, kilogramforce of kilopond is een oude eenheid voor kracht. Het eenheidssymbool is kgf (soms kp).
Voorheen werd er geen duidelijk onderscheid gemaakt tussen de kilogram ("kilo") als eenheid van gewicht (of kracht) en de kilogram als eenheid van massa.
Ook thans maakt men buiten de wetenschap veelal geen onderscheid.
De term kilogramkracht is ingevoerd om dat onderscheid te maken. Een kilogramkracht is echter wel een eenheid die de grootte van een kracht inzichtelijk maakt. Een boodschappentas met een massa van 10 kilogram oefent een kracht uit op de hand van de persoon die de tas draagt van 10 kilogramkracht.  
Het is het aardse gewicht van een massa van 1 kg, uitgaande van een vastgelegde standaardwaarde voor de zwaartekrachtsversnelling g van 9,80665 kg m/s2. (In werkelijkheid is g niet overal hetzelfde.) Een kilogramkracht is dus de kracht die een massa van 1 kilo uitoefent op het oppervlak op aarde waar het op ligt. 
Sinds de invoering van het SI-stelsel geldt de kgf als verouderd. Alleen de newton maakt onderdeel uit van dat SI-stelsel. 
Een kilogramkracht kan als volgt worden omgerekend naar de SI-eenheid newton:
1 kgf = 1000 gf = 9,80665 N
Hierin is gf de gramkracht.

## Wetenswaardigheden
Een weegschaal op het aardoppervlak die een gewicht van 75 kg aangeeft, heeft in feite 75 kgf gemeten. Als dezelfde persoon op dezelfde weegschaal staat op de maan wijst de weegschaal een lager gewicht aan. Doordat de zwaartekracht op de maan lager is dan op aarde, is de uitgeoefende kracht lager. 